# Ровно-Луцкая операция
Ровно-Луцкая операция — наступательная операция части сил 1-го Украинского фронта, проведённая 27 января — 11 февраля 1944 года с целью охвата левого крыла группы армий «Юг» и овладения районом Луцк, Ровно, Шепетовка для создания условий для нанесения удара по тылу противника.

## Военно-оперативная ситуация
В начале января 1944 года в болотистом Полесье образовался разрыв между войсками групп армий «Юг» и «Центр». Просьба Манштейна к Гитлеру выдвинуть в разрыв новое объединение (которое следовало создать за счёт эвакуации 17-й армии из Крыма) осталась невыполненной. Сил для создания сплошной обороны у немцев не было, и они создавали опорные пункты лишь на основных дорогах. В результате в ходе общего наступления советских войск находившиеся на правом крыле 1-го Украинского фронта 13-я и 60-я армии продвинулись к середине января значительно дальше остальных войск.

## Ход операции
Операция началась 27 января. Стрелковые дивизии 13-й и 60-я армий атаковали противника, наступая на Ровно с востока, а 1-й и 6-й гвардейские кавалерийские корпуса, действуя в 50 км севернее участка прорыва, скрытно выдвинулись из удалённых от линии фронта исходных районов и уже в первый день углубились на 40-50 км во вражескую оборону. В ночь на 29 января корпуса повернули на юго-восток и оказались в тылу немцев, оборонявших Ровно. 2 февраля советские войска освободили Ровно, в этот же день был взят Луцк.
Скрытый манёвр кавалерийских корпусов по тылам противника оказался эффективным способом борьбы в условиях Полесья, и позволил достичь крупного оперативного успеха. Ему способствовали действия полесских партизан, которые с подходом советских войск усиливали удары по вражеским коммуникациям и гарнизонам.
В боях за Шепетовку советское наступление развивалось не так успешно. Только 11 февраля 60-я армия овладела Шепетовкой. К исходу этого дня войска правого крыла 1-го Украинского фронта в основном выполнили поставленные задачи.

## Итоги
За 16 дней наступления советские войска продвинулись по лесисто-болотистой местности на 120 км, охватили левое крыло группы армий «Юг» с севера и создали условия для нанесения удара по её тылу. Создавшееся положение было реализовано в ходе Проскуровско-Черновицкой операции.